# لقنورة إبريقية الشكل
لقنورة إبريقية الشكل (الاسم العلمي:Lecanora urceolata) هي نوع من الفطريات تتبع جنس اللقنورة من الفصيلة اللقنورية.